# Georg Schepelern
Georg Sophus Frederik Schepelern (født 26. februar 1839 i København, død 16. april 1900 på Frederiksberg) var en dansk gejstlig. Han var bror til lægen Vilhelm Schepelern og far til skolemanden Vilhelm Schepelern.
Schepelern virkede først nogle år efter sin attestats 1864 som præst på landet, navnlig i Kirke-Helsinge, men blev derpå 1869 forflyttet til hovedstaden som kapellan i Trinitatis Sogn. I denne stilling og som sognepræst sammesteds fra 1878 udmærkede han sig ved stor praktisk duelighed. Han var en betydelig prædikant og fortræffelig organisator af menighedsarbejdet, og for den moderne menighedspleje i København var han en af førerne. 1895 blev han Holmens Provst. Han beklædte desuden forskellige tillidshverv, således var han lærer i kateketik ved Pastoralseminariet, overdirektør ved de Massmannske søndagsskoler og medlem af bestyrelsen for Kirkelig Forening for indre Mission i København. 
Schepelern tilhørte den højkirkelige retning inden for Folkekirken, og ikke mindst blandt de dannede var hans tilhørere at søge, men han forstod også sin tid og dens interesser. Derom vidner foruden hans prædikener mange bladartikler og småskrifter. Også mod den romersk-katolske propaganda åbnede han en polemik, under hvilken hans hovedindsats var Romerkirkens Hovedvildfarelser (1889—92), men hans skrifter her inden for er dog ikke så dybtgående som hans øvrige produktion. Af større værker har han fremdeles udgivet Prædikener over ny Tekster (1884), Biskop Otto Laubs Levned, en Livsskildring i Breve (sammen med F.L. Mynster), I—III (1885—87) og en samling ligprædikener In memoriam (1898). Efter hans død er udgivet en samling efterladte prædikener. 
Schepelern blev Ridder af Dannebrog 1883 og Dannebrogsmand 1892. Han er begravet på Holmens Kirkegård.